# Planinski žutokrug
Planinski žutokrug (latinski: Vipera ursinii macrops) najmanja je zmija ljutica u Europi
i endemska podvrsta Dinarskoga gorja. Rasprostranjen je na visokoplaninskim travnjacima Dinare, Velebita, Troglava, Kamešnice i pojedinih ličkih planina.

## Opis
Planinski žutokrug može narasti do dužine od 60 cm, iako vrlo rijetko narastu preko 55 cm. Ženke su kao i kod nekih drugih zmija veće od mužjaka. Prosječna masa im je oko 100 grama. Baš poput poskoka (latinski: Vipera ammodytes) i riđovke (latinski: Vipera berus), imaju karakterističnu cik-cak šaru na leđima, koja je ponekad razlomljena. Često ih se zamjenjuje s talijanskom ljuticom i riđovkom. Trbuh im je crne ili bijele boje, ponekad čak i ružičaste s ili bez pjega. Uzorak na leđima može biti blijedo smeđ, sivkast ili žut s tamnom šarom. Bokovi su najčešće tamni. Ponekad je moguće da je životinja u potpunosti crna. Planinskoga žutokruga se zbog sličnosti često zamjenjuje za mladu riđovku.

## Stanište
Planinske žutokruge srećemo samo na visinama iznad 900 metara nadmorske visine. Riječ je o zmiji potpuno prilagođenoj životu 
u planinama. Obitava na visokim, suhim travnjacima, močvarama i kamenjarima. Uz poskoka i riđovku, jedina je zmija otrovnica prisutna na području Hrvatske.

## Prehrana
Uglavnom se hrani paucima i kukcima, npr. zrikavcima i skakavcima. Odrasle jedinke hrane se i gušterima kao i malim sisavcima (rovke, poljski miševi, voluharice). Ponekad bi se u želudcu zmije našlo i do 100 skakavaca. Plijen obično gutaju živoga ali ponekad ga ipak prvo otruju. Otrov im uglavnom služi za lakše probavljanje plijena. U zatočeništvu ga se najčešće hrani miševima i štakorima.

## Grabežljivci
Prirodni neprijatelji planinskog žutokruga su ptice grabljivice, divlje svinje, jazavci i poskok.

## Razmnožavanje
Zimi hiberniraju pod kamenjem ili korijenjem drveća. Nakon topljena snijega izlaze prvo mužjaci, a zatim ženke. Pare se u
svibnju, a ženke legu žive mlade krajem kolovoza ili početkom rujna. Zadržavanjem jaja u tijelu povećava se vjerojatnost preživljavanja mladunca. Po okotu se izleže dvoje do osam mladunaca. Tek izležene zmije duge su oko 15 cm. Mladim je zmijama potrebno oko tri godine da spolno sazru. Ženke u prosjeku donose mlade na svijet svake dvije godine. Životni vijek u prirodi nije poznat.

## Otrov
Otrov planinskog žutokruga najslabiji je od otrova svih europskih zmija. Na ljude djeluje poput otrova ose ili pčele. Izaziva lokalnu bol i oticanje mjesta uboda. U osjetljivijih osoba može doći i do povraćanja. Ima citotoksično i manjim dijelom neurotoksično djelovanje. Nikada nisu zabilježeni smrtni slučajevi. Blagoga je i mirnoga temperamenta te rijetko napada.

## Ugroženost
Planinski žutokrug smatra se ranjivim prema IUCN-ovom crvenom popisu zbog uništavanja staništa uzrokovanog klimatskim promjenama i nestankom paše. Također ga se prodaje na crnom tržištu kao egzotičnog kućnog ljubimca.

## Vanjske poveznice
- žutokrug, planinski, Proleksis enciklopedija
- PLANINSKI ŽUTOKRUG (Vipera ursinii macrops), Zoološki vrt grada Zagreba